# Севериновка (Житомирская область)
Севериновка (укр. Северинівка) — село на Украине, находится в Любарском районе Житомирской области.
Код КОАТУУ — 1823180402. Население по переписи 2001 года составляет 30 человек. Почтовый индекс — 13152. Телефонный код — 4147. Занимает площадь 2,4 км².
В селе родился Герой Советского Союза Степан Нечай.

## Адрес местного совета
13152, Житомирская область, Любарский р-н, с.Берёзовка, ул.Ленина, 8